# Nodaria turpalis
Nodaria turpalis là một loài bướm đêm trong họ Noctuidae.